# Warren Stevens
Warren Albert Stevens (Clarks Summit, 2 novembre 1919 – Sherman Oaks, 27 marzo 2012) è stato un attore statunitense.
Ha recitato in 40 film dal 1951 al 2007 ed è apparso in oltre 120 produzioni televisive dal 1948 al 2006.

## Biografia
Warren Stevens nacque a Clark's Summit, in Pennsylvania, il 2 novembre 1919. Per la televisione, interpretò, tra gli altri, il ruolo del tenente William Storm in 26 episodi della serie televisiva 77º Lancieri del Bengala dal 1956 al 1957, di John Bracken in 24 episodi della serie Bracken's World dal 1969 al 1970 (personaggio che non appare mai a schermo e a cui presta solo la voce nel corso della prima stagione) e di Nathan 'Nate' Edward Bledsoe nell'episodio Le scarpe del morto della serie Ai confini della realtà nel 1962.
La sua ultima apparizione sul piccolo schermo avvenne nell'episodio Strange Bedfellows della serie televisiva E.R. - Medici in prima linea, andato in onda il 30 marzo 2006, che lo vede nel ruolo di Jim Coker, mentre per il grande schermo l'ultima interpretazione risale al film Carts del 2007 in cui interpreta Fred Tait. Morì a Sherman Oaks, in California, il 27 marzo 2012 e fu cremato.

## Filmografia

### Cinema
- Follow the Sun, regia di Sidney Lanfield (1951)
- Le rane del mare (The Frogmen), regia di Lloyd Bacon (1951)
- Mr. Belvedere suona la campana (Mr. Belvedere Rings the Bell), regia di Henry Koster (1951)
- Duello nella foresta (Red Skies of Montana), regia di Joseph M. Newman (1952)
- Telefonata a tre mogli (Phone Call from a Stranger), regia di Jean Negulesco (1952)
- L'ultima minaccia (Deadline - U.S.A.), regia di Richard Brooks (1952)
- Wait Till the Sun Shines, Nellie, regia di Henry King (1952)
- La giostra umana (O'Henry's Full House), regia di Henry Hathaway, Howard Hawks (1952)
- Something for the Birds, regia di Robert Wise (1952)
- The I Don't Care Girl, regia di Lloyd Bacon (1953)
- Fuga nella palude (Shark River), regia di John Rawlins (1953)
- Gorilla in fuga (Gorilla at Large), regia di Harmon Jones (1954)
- La contessa scalza (The Barefoot Contessa), regia di Joseph L. Mankiewicz (1954)
- Pioggia di piombo (Black Tuesday), regia di Hugo Fregonese (1954)
- La rivolta delle recluse (Women's Prison), regia di Lewis Seiler (1955)
- Duello a Bitter Ridge (The Man from Bitter Ridge), regia di Jack Arnold (1955)
- La prateria senza legge (Robbers' Roost), regia di Sidney Salkow (1955)
- Duello sul Mississippi (Duel on the Mississippi), regia di William Castle (1955)
- Il prezzo della paura (The Price of Fear), regia di Abner Biberman (1956)
- Il pianeta proibito (Forbidden Planet), regia di Fred M. Wilcox (1956)
- Gli eroi della stratosfera (On the Threshold of Space), regia di Robert D. Webb (1956)
- I gangster non perdonano (Accused of Murder), regia di Joseph Kane (1956)
- Fuoco incrociato (Man or Gun), regia di Albert C. Gannaway (1958)
- I fuorilegge della polizia (The Case Against Brooklyn), regia di Paul Wendkos (1958)
- La tua pelle brucia (Hot Spell), regia di Daniel Mann e, non accreditato, George Cukor (1958)
- Decisione di uccidere (Intent to Kill), regia di Jack Cardiff (1958)
- La pallottola senza nome (No Name on the Bullet), regia di Jack Arnold (1959)
- Stagecoach to Dancers' Rock, regia di Earl Bellamy (1962)
- 20 chili di guai!... e una tonnellata di gioia! (40 Pounds of Trouble), regia di Norman Jewison (1962)
- Madame X, regia di David Lowell Rich (1966)
- Pistole roventi (Gunpoint), regia di Earl Bellamy (1966)
- Vivi e lascia morire (An American Dream), regia di Robert Gist (1966)
- Cyborg anno 2087 - Metà uomo, metà macchina... programmato per uccidere (Cyborg 2087), regia di Franklin Adreon (1966)
- Squadra omicidi, sparate a vista! (Madigan), regia di Don Siegel (1968)
- L'onda lunga (The Sweet Ride), regia di Harvey Hart (1968)
- The Student Body, regia di Gus Trikonis (1976)
- Stroker Ace, regia di Hal Needham (1983)
- Samurai Cop, regia di Amir Shervan (1989)
- The Solicitor, regia di Chris Cashman (2007) - corto
- Carts, regia di Chris Cashman (2007)

### Televisione
- Actor's Studio – serie TV, 3 episodi (1948-1949)
- Robert Montgomery Presents – serie TV, un episodio (1950)
- The Trap – serie TV, un episodio (1950)
- Starlight Theatre – serie TV, un episodio (1950)
- Suspense – serie TV, un episodio (1953)
- The Web – serie TV, 2 episodi (1950-1953)
- Campbell Playhouse – serie TV, un episodio (1953)
- The Revlon Mirror Theater – serie TV, un episodio (1953)
- Danger – serie TV, un episodio (1953)
- The Philco Television Playhouse – serie TV, 4 episodi (1950-1953)
- Studio One – serie TV, 2 episodi (1953-1954)
- Justice – serie TV, un episodio (1954)
- The United States Steel Hour – serie TV, un episodio (1954)
- Inner Sanctum – serie TV, 4 episodi (1954)
- Medic – serie TV, un episodio (1955)
- Goodyear Television Playhouse – serie TV, un episodio (1955)
- Scienza e fantasia (Science Fiction Theatre) – serie TV, episodi 1x02-1x19 (1955)
- The Millionaire – serie TV, un episodio (1955)
- Four Star Playhouse – serie TV, un episodio (1956)
- Playwrights '56 – serie TV, un episodio (1956)
- The Ford Television Theatre – serie TV, un episodio (1956)
- Alfred Hitchcock presenta (Alfred Hitchcock Presents) – serie TV, 2 episodi (1955-1956)
- Schlitz Playhouse of Stars – serie TV, un episodio (1956)
- 77º Lancieri del Bengala (Tales of the 77th Bengal Lancers) – serie TV, 26 episodi (1956-1957)
- Climax! – serie TV, 2 episodi (1957)
- Perry Mason – serie TV, un episodio (1958)
- Suspicion – serie TV, un episodio (1958)
- Pursuit – serie TV, episodio 1x12 (1959)
- Behind Closed Doors – serie TV, un episodio (1959)
- Tales of Wells Fargo – serie TV, episodio 3x39 (1959)
- Alcoa Presents: One Step Beyond – serie TV, un episodio (1959)
- Brenner – serie TV, un episodio (1959)
- Goodyear Theatre – serie TV, episodio 3x06 (1959)
- Laramie – serie TV, un episodio (1959)
- Men Into Space – serie TV, episodio 1x13 (1959)
- Mr. Lucky – serie TV, episodio 1x15 (1960)
- Lawman – serie TV, un episodio (1960)
- The Alaskans – serie TV, episodio 1x23 (1960)
- Tombstone Territory – serie TV, un episodio (1960)
- The Chevy Mystery Show – serie TV, episodio 1x11 (1960)
- The Witness – serie TV, un episodio (1961)
- The Rebel – serie TV, un episodio (1961)
- Hong Kong – serie TV, episodio 1x24 (1961)
- Avventure in paradiso (Adventures in Paradise) – serie TV, episodio 2x25 (1961)
- Gli intoccabili (The Untouchables) – serie TV, un episodio (1961)
- Ai confini della realtà (The Twilight Zone) - serie TV, episodio 3x18 (1962)
- La parola alla difesa (The Defenders) – serie TV, un episodio (1962)
- Scacco matto (Checkmate) – serie TV, 2 episodi (1961-1962)
- Surfside 6 – serie TV, episodi 1x13-2x33 (1960-1962)
- Carovane verso il West (Wagon Train) – serie TV, 2 episodi (1959-1962)
- Belle Sommers – film TV (1962)
- Hawaiian Eye – serie TV, 4 episodi (1960-1962)
- Saints and Sinners – serie TV, un episodio (1962)
- Route 66 – serie TV, 2 episodi (1960-1963)
- Dakota (The Dakotas) – serie TV, episodio 1x06 (1963)
- Gunsmoke – serie TV, 3 episodi (1957-1963)
- Have Gun - Will Travel – serie TV, 3 episodi (1957-1963)
- Indirizzo permanente (77 Sunset Strip) – serie TV, 2 episodi (1960-1963)
- The Wall to Wall War – film TV (1963)
- The Richard Boone Show – serie TV, 16 episodi (1963-1964)
- The Outer Limits – serie TV, un episodio (1964)
- Profiles in Courage – serie TV, un episodio (1964)
- Slattery's People – serie TV, un episodio (1965)
- The Crisis (Kraft Suspense Theatre) – serie TV, 3 episodi (1964-1965)
- Honey West – serie TV, episodio 1x05 (1965)
- Gli uomini della prateria (Rawhide) – serie TV, episodio 8x08 (1965)
- Le spie (I Spy) – serie TV, episodio 1x08 (1965)
- Cavaliere solitario (The Loner) – serie TV, un episodio (1965)
- The Long, Hot Summer – serie TV, un episodio (1965)
- Organizzazione U.N.C.L.E. (The Man from U.N.C.L.E.) – serie TV, un episodio (1965)
- Polvere di stelle (Bob Hope Presents the Chrysler Theatre) – serie TV, 3 episodi (1964-1965)
- The Donna Reed Show – serie TV, 2 episodi (1965-1966)
- La leggenda di Jesse James (The Legend of Jesse James) – serie TV, un episodio (1966)
- A Man Called Shenandoah – serie TV, episodio 1x23 (1966)
- La grande vallata (The Big Valley) - serie TV, episodio 1x29 (1966)
- Combat! – serie TV, 2 episodi (1964-1966)
- Kronos (The Time Tunnel) – serie TV, un episodio (1966)
- La pattuglia del deserto (The Rat Patrol) – serie TV, un episodio (1966)
- Death Valley Days – serie TV, un episodio (1966)
- Daniel Boone – serie TV, 3 episodi (1966-1967)
- Tarzan – serie TV, episodio 1x22 (1967)
- Il ladro (T.H.E. Cat) – serie TV, un episodio (1967)
- Ai confini dell'Arizona (The High Chaparral) - serie TV, episodio 1x04 (1967)
- Viaggio in fondo al mare (Voyage to the Bottom of the Sea) – serie TV, 3 episodi (1965-1967)
- CBS Playhouse – serie TV, un episodio (1967)
- Iron Horse – serie TV, episodio 2x09 (1967)
- Star Trek - serie TV, episodio 2x22 (1968)
- The Outsider – serie TV, episodio 1x01 (1968)
- Mannix – serie TV, un episodio (1969)
- La terra dei giganti (Land of the Giants) – serie TV, 2 episodi (1969)
- Reporter alla ribalta (The Name of the Game) – serie TV, un episodio (1970)
- Paris 7000 – serie TV, un episodio (1970)
- Bracken's World – serie TV, 24 episodi (1969-1970)
- Bonanza – serie TV, 4 episodi (1965-1970)
- Mod Squad, i ragazzi di Greer (The Mod Squad) – serie TV, un episodio (1970)
- Il virginiano (The Virginian) – serie TV, 3 episodi (1964-1970)
- Sarge – serie TV, un episodio (1971)
- Adam-12 – serie TV, un episodio (1971)
- Missione Impossibile (Mission: Impossible) – serie TV, 4 episodi (1967-1972)
- O'Hara, U.S. Treasury – serie TV, un episodio (1972)
- Return to Peyton Place – serie TV (1972)
- Griff – serie TV, un episodio (1973)
- Chase – serie TV, un episodio (1974)
- Ironside – serie TV, 4 episodi (1967-1975)
- Get Christie Love! – serie TV, un episodio (1975)
- Cannon – serie TV, 2 episodi (1972-1975)
- Marcus Welby (Marcus Welby, M.D.) – serie TV, un episodio (1975)
- Petrocelli – serie TV, un episodio (1975)
- M*A*S*H – serie TV, un episodio (1975)
- Mobile One – serie TV, 2 episodi (1975)
- Visions – serie TV, un episodio (1977)
- Pepper Anderson agente speciale (Police Woman) – serie TV, 2 episodi (1975-1977)
- Capitan Nemo, missione Atlantide (The Return of Captain Nemo) – film TV (1978)
- Sulle strade della California (Police Story) – serie TV, un episodio (1978)
- Wonder Woman – serie TV, un episodio (1978)
- The Rebels – film TV (1979)
- High Ice – film TV (1980)
- Quincy (Quincy M.E.) – serie TV, un episodio (1980)
- Behind the Screen – serie TV (1981)
- Mr. Wizard's World – serie TV, un episodio (1983)
- Falcon Crest – serie TV, 2 episodi (1984)
- Ai confini della realtà (The Twilight Zone) – serie TV, episodio 1x58 (1986)
- Il sentiero per Hope Rose (The Trail to Hope Rose) – film TV (2004)
- E.R. - Medici in prima linea (ER) – serie TV, un episodio (2006)

## Doppiatori italiani
- Pino Locchi in L'ultima minaccia, Fuoco incrociato, La tua pelle brucia
- Cesare Barbetti in Madame X, Pistole roventi, Cyborg anno 2087 - Metà uomo, metà macchina... programmato per uccidere
- Gianfranco Bellini in Le rane del mare, Duello a Bitter Ridge
- Aleardo Ward in Duello nella foresta
- Nino Pavese in Telefonata a tre mogli
- Vittorio Cramer in La giostra umana
- Manlio Busoni in Gorilla in fuga
- Giuseppe Rinaldi in La contessa scalza
- Riccardo Cucciolla in Il pianeta proibito
- Renato Turi in Gli eroi della stratosfera
- Nando Gazzolo in La pallottola senza nome
- Oreste Rizzini in Il ritorno del capitano Nemo